# Recques-sur-Hem
Recques-sur-Hem è un comune francese di 611 abitanti situato nel dipartimento del Passo di Calais nella regione dell'Alta Francia.
Come si evince dal nome, il territorio comunale è bagnato dal fiume Hem.

## Società

### Evoluzione demografica
Abitanti censiti